# دييغو أنتون
دييغو أنتون (بالإسبانية: Diego Antón)‏ هو لاعب كرة قدم إسباني، ولد في 18 مايو 1990 في سريا في إسبانيا. لعب مع بينيا سبورت ونومانسيا.

## وصلات خارجية
- دييغو أنتون على موقع قاعدة بيانات كرة القدم.إي يو (الإنجليزية)
- دييغو أنتون على موقع Soccerway.com (الإنجليزية)